# Приют для слонов Пиннавела
Приют для слонов Пиннавела — приют для диких слонов, расположенный к северо-западу от города Кегаль в Шри-Ланке. Приют был открыт в 1975 году Департаментом по охране дикой природы Шри-Ланки на территории кокосовой плантации на реке Маха Ойа. Изначально приют был открыт с целью спасения и заботы о многих брошенных родителями слонятах, найденных в джунглях. В 2008 году в приюте насчитывалось 84 слона.

## История
Приют был открыт в 1975 году с целью спасения и заботы об осиротевших слонятах, которых находили в дикой природе. В 1978 году приют стал курировать Национальный Департамент Зоологических Садов, в 1982 году была запущена программа по разведению слонов на территории приюта.

## Жизнь приюта
Одной из задач приюта является воссоздание естественной среды обитания слонов, тем не менее, существуют некоторые отклонения, например, слонов дважды в день отправляют на купание, всех слонят до 3 лет кормят из бутылочек. Каждое животное получает примерно по 76 кг травы в день и по 2 кг. рисовых отрубей и кукурузы.
Со временем приют превратился в питомник; с 1984 года там родилось более 20 слонят. В Пиннавеле содержится самое большое количество в мире слонов в неволе. Большинство слонов абсолютно здоровы, также в приюте живёт один слепой слон, и слониха, которая потеряла переднюю ногу, подорвавшись на мине.

## Туризм
Приют стал очень популярным местом среди туристов. Основным развлечением является купание слонов, также существует возможность контакта с животными и кормления.
Вход на территорию приюта открыт каждый день, плата за вход используется на содержание слонов.

## Галерея
- Приют для слонов Пиннавела
- Купание слонов в реке Маха Ойа
- Слон, живущий в приюте
- Туристы наблюдают за купанием слонов
- Сотрудники приюта работают со слонами
- Слонята и их матери в приюте
- Слепой слон по кличке Раджа - один из самых знаменитых жителей приюта